# Ruch kolejowy
Ruch kolejowy – procedury i związane z nimi urządzenia umożliwiające spójne funkcjonowanie różnych podsystemów strukturalnych systemu kolei, zarówno w czasie normalnego, jak i pogorszonego funkcjonowania, w tym przygotowanie składu i prowadzenie pociągu, planowanie i zarządzanie ruchem oraz kwalifikacje zawodowe wymagane do realizacji usług transgranicznych.
Do ruchu kolejowego zalicza się również ruch na bocznicach kolejowych.